# Kloster Vérteskeresztúr
Das Kloster Vérteskeresztúr (Sancta Crux; Vértesszentkereszt; Szentkereszt; Vertheskerestur) ist eine ehemalige Zisterzienserabtei in Ungarn. Es lag im Schildgebirge (Vértes) zwischen Oroszlány und Pusztavám nordwestlich der Stadt Székesfehérvár.

## Geschichte
Das wohl schon 1146 von Benediktinern bewohnte Kloster wurde von dem Geschlecht Csák im Jahr 1214 als Tochterkloster von Kloster Igriș als Zisterzienserkloster begründet und gehörte der Filiation der Primarabtei Pontigny an. Es ging im 14. Jahrhundert oder noch früher wieder an den Benediktinerorden über und wurde 1478 von den Dominikanern von Székesfehérvár (Stuhlweißenburg) übernommen. Während der türkischen Besetzung wurde es verlassen.

## Bauten und Anlage

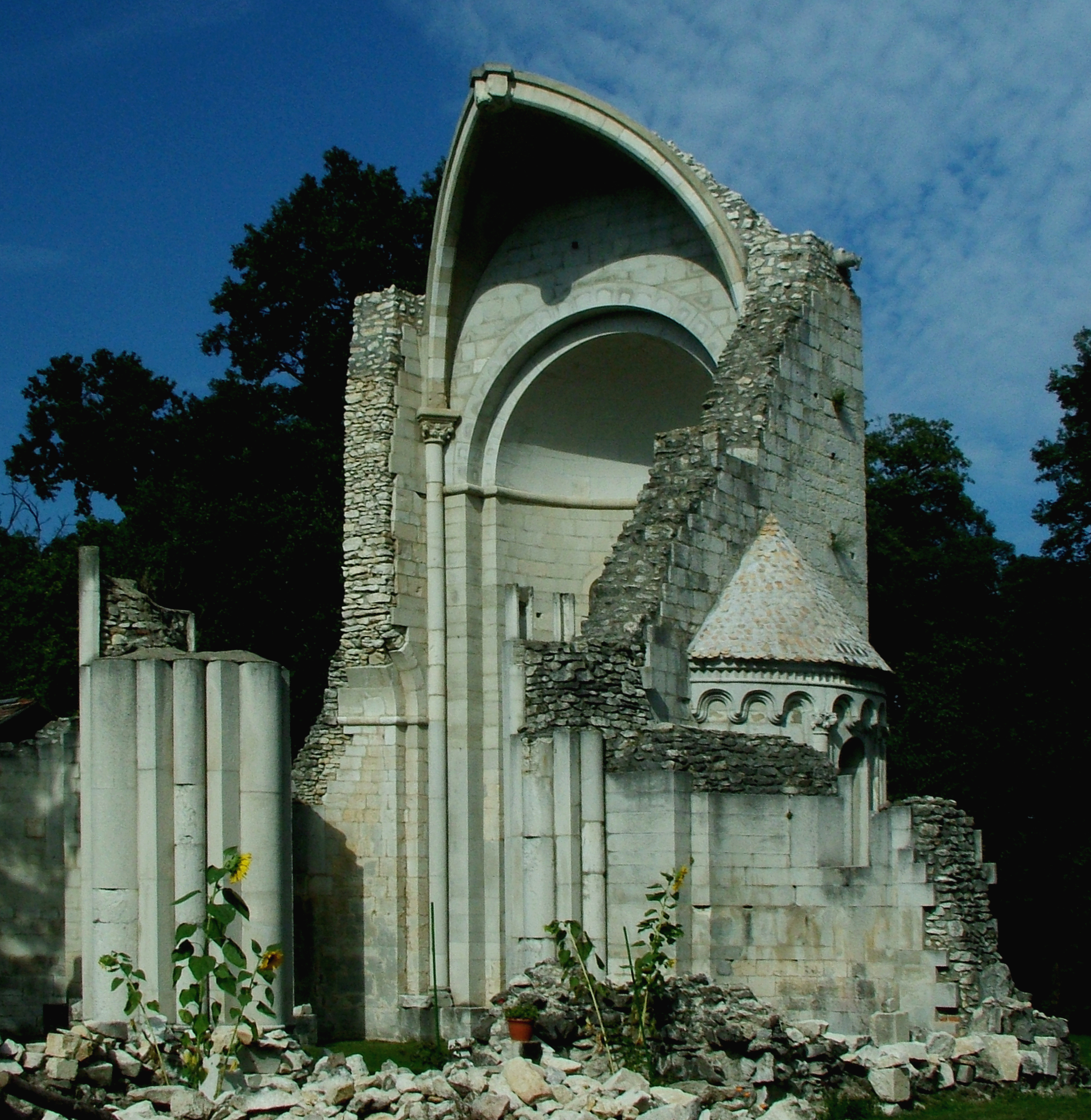
Apsis der Kirchenruine

Von dem romanischen Bau haben sich das Westportal und Teile der dreischiffigen Kirche, insbesondere der kleeblattförmigen Apsis, erhalten. Die ebenfalls teilweise erhaltene Klausur liegt links von der Kirche. Die Wiederherstellung der ursprünglich zweitürmigen, dreischiffigen Kirche erfolgte 2008. Ein Großteil des alten, kunstvoll behauenen Steinmaterials ist im Kuny Domokos Megyei Múzeum in Tata und der Kunstruine zu sehen.